# Anton Klette

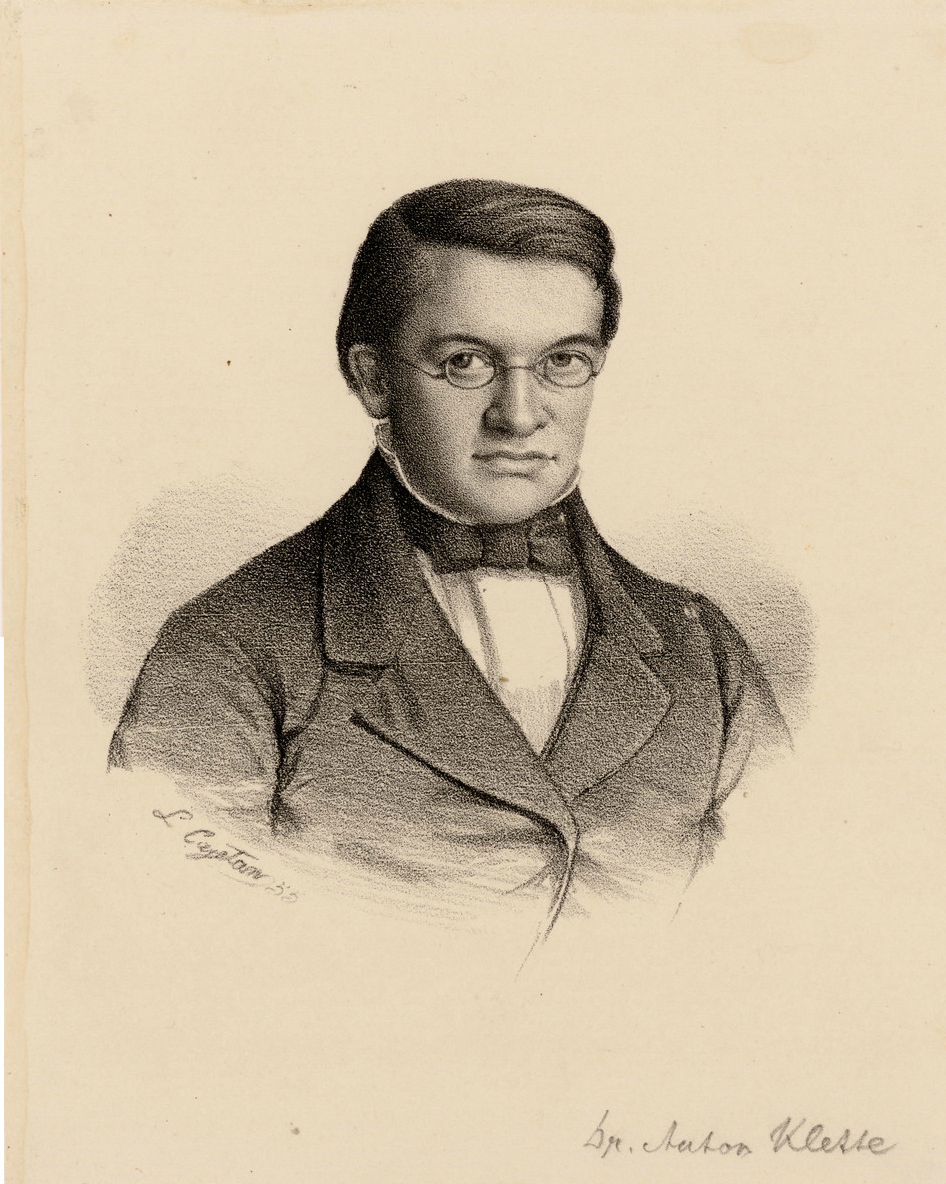
Anton Klette

Anton Klette (* 24. Februar 1834 in Mariendorf bei Berlin; † nach 1879) war ein deutscher Bibliothekar. Als erster hauptamtlicher Oberbibliothekar der Universitätsbibliothek Jena von 1870 bis 1878 trat er für die Selbständigkeit des Bibliothekarsberufes ein.

## Leben
Ferdinand Friedrich Anton Klette wurde am 24. Februar 1834 in Mariendorf, Kreis Teltow, in Brandenburg geboren und dort am 12. März 1834 getauft, seine Eltern waren Johann Gottlob Ferdinand Klette und Johanne Henriette Julie Wilhelmine geborene Teuerkauf.
Klette studierte von 1851 bis 1854 klassische Philologie in Bonn; seine dortigen akademischen Lehrer waren Friedrich Ritschl und Friedrich Gottlieb Welcker. 1854 wurde Klette mit der Dissertation Exercitationes Terentianae (gedruckt 1855 bei Carl Georgi in Bonn, 23 Seiten, Oktavformat) bei Ritschl promoviert. Nach dem Weggang von Heinrich Brunn ernannte Ritschl Klette 1856 im Rahmen der Neuordnung der Seminarsbibliothek zu ihrem Custos. Klette half Ritschl auch bei der Herausgabe der Zeitschrift Rheinisches Museum für Philologie, bei der er von 1869 bis 1876 auch nominell als Herausgeber genannt wurde. Nach Ritschls Fortgang (1865) unterstützte Klette dessen Nachfolger in Bonn, Jacob Bernays, in gleicher Weise. 1868 veröffentlichte er ein Verzeichniss der von A. W. v. Schlegel nachgelassenen Briefsammlung. Nebst Mittheilung ausgewählter Proben des Briefwechsels mit den Gebrüdern von Humboldt, F. Schleiermacher, B. G. Niebuhr und J. Grimm.
1870 wurde Klette als Oberbibliothekar an die Jenaer Universitätsbibliothek berufen. Damit war er zwar nicht der erste hauptamtliche Universitätsbibliotheksleiter in Deutschland – in Würzburg war Anton Ruland (1809–1874) seit 1850 hauptamtlicher Oberbibliothekar –, gehörte aber zu den Pionieren. Im gleichen Jahr trat der Freiburger Philologe Wilhelm Brambach von seiner nebenamtlichen Tätigkeit als Oberbibliothekar zurück und änderte die Statuten des Amtes, so dass er mit Klettes Bonner Kommilitonen August Wilmanns einen Fachmann zum hauptamtlichen Bibliothekar anstellen konnte. Im folgenden Jahr legte Klette seine Ansichten zur erforderlichen „Selbständigkeit des bibliothekarischen Berufs“ in einer anonymen Programmschrift mit dem Titel Die Selbständigkeit des bibliothekarischen Berufes, mit Rücksicht auf die Deutschen Universitäts-Bibliotheken dar. 1873 wurde er zum Professor ernannt.
Während dieser Zeit wirkte Klette auch als verantwortlicher Redakteur der Jenaer Literatur-Zeitung, die er von 1874 bis 1879 im Auftrag der Universität als Organ zur wissenschaftlichen Publikationstätigkeit im In- und Ausland betreute. und blieb bis 1876 auch dem Rheinischen Museum als Herausgeber treu. Unter seiner Leitung geriet die Bibliothek jedoch in Misswirtschaft, so dass Klette bereits 1878 wieder aus dem Amt schied. Dziatzko gibt an, dass Klette „aus persönlichen Gründen“ zurückgetreten sei. Den letzten Band der Jenaer Literatur-Zeitung ließ Klette von Magdeburg aus erscheinen, wohin er Anfang des Jahres übergesiedelt war.
Nach 1879 verliert sich Klettes Spur. Wolfgang Stammler gibt an, dass Klette „in Amerika verschollen“ sei. Einen weiteren Hinweis gibt ein Aufsatz in der Zeitschrift für Germanistik von 1992: Klette sei „ab 1896 in New York verschollen“. Ein gewisser Qu. Decimus veröffentlichte in der Ausgabe Juli/September 1905 der Preußischen Jahrbücher eine Denkschrift mit dem Titel Die Würde des bibliothekarischen Berufes (Bd. 121, S. 504–510), die er mit den Worten einleitet: „Vor wenigen Tagen hat in Wiesbaden ein Bibliotheksmann seine Augen geschlossen, dessen Name in den letzten Dezennien ein Programm bedeutet hatte: Anton Klette, der Vorkämpfer für die Selbständigkeit des bibliothekarischen Berufes.“ Im selben Heft entschuldigt sich jedoch der Verfasser für diesen „lapsus“; der Verstorbene sei in Wirklichkeit Theodor Klette gewesen.